# Chlorocypha
Chlorocypha (лат.) — род стрекоз из семейства Chlorocyphidae. Известно около 40 видов, в основном в центральной и западной Африке. Встречаются около лесных водоёмов.

## Распространение и экология
Встречаются в основном у лесных водоёмов в центральной и западной Африке. Только C. curta предпочитает более открытые ландшафты, встречаясь в нарушенных и более сухих местах обитания, и даже имеет изолированную сахарскую популяцию в Джебель Марра на западе Судана. В лесной среде предпочтения не всех видов известны, хотя, например, в Восточной Африке C. aphrodite предпочитает песчаные ручьи, C. frigida и C. trifaria — мелкие ручьи, а C. victoriae и особенно C. pyriformosa — крупные реки (даже в Конго). В Западной Африке C. curta также обитает на открытых ручьях, а C. pyriformosa — на реках, в то время как там C. selysi встречается на самых маленьких ручьях, C. luminosa и C. radix — на самых больших, C. dispar занимает промежуточное положение, а C. rubida предпочитает илистые ручьи.

## Описание
Среднего размера металлически блестящие стрекозы разнообразной окраски. Длина заднего крыла — 18—28 мм. Род можно спутать только с Africocypha и Stenocypha, поскольку голени самцов никогда не расширяются и в основном чёрные, в крайнем случае с беловатым налётом или передней стороной с белой полосой. Отличается от Stenocypha широким, а не тонким брюшком, стернит S3 менее чем в 2 раза длиннее ширины. Africocypha обладают необычным сочетанием преимущественно синего лица, полностью чёрных голеней, широкого брюшка с преимущественно чёрными верхними сторонами 9—10 сегментов брюшка и парапроктитов, которые в два раза длиннее церок.

## Классификация
Включает около 40 видов. Род был впервые выделен в 1928 году энтомологом Фредериком Чарльзом Фрейзером. Таксономия красных видов проблематична, например, C. fabamacula и C. victoriae могут быть неразличимы, а тёмных самцов первого вида с очень чёрными голенями можно спутать с C. wittei. Многие из этих видов очень локализованы и малоизвестны, или даже известны только в местах их обитания (C. aurora, C. dahli, C. flammea, C. ghesquierei, C. granata, C. jejuna, C. maxima, C. neptunus, C. schmidti, C. wittei). Пестрые C. cancellata и C. helenae выглядят очень отчётливо и, возможно, не состоят в близком родстве с другими видами. Это может быть справедливо и для эндемичной радиации по крайней мере трёх синих видов в Анголе (C. bamptoni, C. crocea, C. rubriventris).
- Chlorocypha aphrodite Le Roi, 1915
- Chlorocypha aurora Dijkstra, Kipping & Schütte, 2015
- Chlorocypha bamptoni
- Chlorocypha cancellata (Selys, 1879)
- Chlorocypha centripunctata Gambles, 1975[5]
- Chlorocypha consueta (Karsch, 1899)[6][7]
- Chlorocypha crocea Longfield, 1947
- Chlorocypha curta (Hagen in Selys, 1853)[8]
- Chlorocypha cyanifrons (Selys, 1873)
- Chlorocypha dahli Fraser, 1956
- Chlorocypha dispar (Palisot de Beauvois, 1807)[9]
- Chlorocypha fabamacula Pinhey, 1961
- Chlorocypha flammea Dijkstra & Clausnitzer, 2015
- Chlorocypha frigida Pinhey, 1961
- Chlorocypha ghesquierei Fraser, 1959
- Chlorocypha glauca (Selys, 1879)[10]
- Chlorocypha granata Dijkstra, 2015
- Chlorocypha grandis (Sjöstedt, 1899)
- Chlorocypha hasta Pinhey, 1960
- Chlorocypha helenae Legrand, 1984
- Chlorocypha hintzi (Grünberg, 1914)
- Chlorocypha jacksoni Pinhey, 1952
- Chlorocypha jejuna
- Chlorocypha luminosa (Karsch, 1893)[11]
- Chlorocypha maxima Dijkstra, Kipping & Mézière, 2015
- Chlorocypha molindica Fraser, 1948
- Chlorocypha mutans Legrand & Couturier, 1984
- Chlorocypha neptunus (Sjöstedt, 1899)
- Chlorocypha pyriformosa
- Chlorocypha radix Longfield, 1959[12]
- Chlorocypha rubida (Hagen in Selys, 1853)
- Chlorocypha rubriventris Pinhey, 1975
- Chlorocypha schmidti Pinhey, 1967
- Chlorocypha selysi Karsch, 1899[13]
- Chlorocypha seydeli Fraser, 1958
- Chlorocypha sharpae Pinhey, 1972
- Chlorocypha tenuis Longfield, 1936
- Chlorocypha trifaria (Karsch, 1899)[14]
- Chlorocypha victoriae (Förster, 1914)
- Chlorocypha wittei Fraser, 1955